# Pablo Alborán
Pablo Moreno de Alborán Ferrándiz (Málaga, 31 de mayo de 1989), más conocido como Pablo Alborán, es un cantautor y músico español. Desde su debut obtuvo veinticuatro candidaturas a Premios Grammy Latinos, tres en 2011. El cantante ha lanzado seis álbumes de estudio, dos álbumes en vivo, treinta y cuatro sencillos, veintinueve vídeos musicales y varias colaboraciones musicales. Sus materiales discográficos son distribuidos por Warner Music Group. Debutó en 2010 con el lanzamiento de su primer sencillo «Solamente tú», el cual fue incluido en su álbum debut homónimo, dicho álbum fue lanzado en febrero de 2011 y alcanzó el primer puesto en su primera semana en ventas, siendo el primer artista solista en debutar en lo más alto en España desde 1998.
Nueve meses después de lanzar su primer álbum publicó En acústico, primer concierto grabado en vivo por el cantante que debutó en el primer puesto en España. Varias semanas después se lanzó en Portugal consiguiendo ser el número uno durante varias semanas. De sus sencillos destacan dos: «Solamente tú» y «Perdóname» junto a la cantante Carminho, pertenecientes a los discos, Pablo Alborán y En acústico respectivamente siendo números uno en ventas tanto en España como en Portugal.
Según la compañía Parlophone, Pablo Alborán ha vendido más de un millón de ejemplares de sus tres primeros discos en el mundo, con dos años y medio de trayectoria; siendo el artista más vendido en Portugal en 2012, y España, por dos años consecutivos (2011 y 2012) sumando treinta discos de platino en Europa (veintitrés conseguidos en veinticuatro meses), dos discos de oro en América y uno en Portugal. Ha permanecido número uno en ventas durante treinta y seis semanas en Portugal (con sus discos Tanto y En acústico) y sesenta semanas en España (con sus tres discos), es decir, noventa y seis semanas como número uno en ventas de discos en esos dos países. Pablo Alborán también ha sido ganador de un premio Goya en 2016 por su canción «Palmeras en la nieve», de la banda sonora de la película con mismo título junto al compositor Lucas Vidal. El 2 de diciembre de 2022 sacó a la venta su sexto álbum de estudio, La cuarta hoja.

## Carrera musical

### 1989 - 2010: Infancia e inicios musicales.

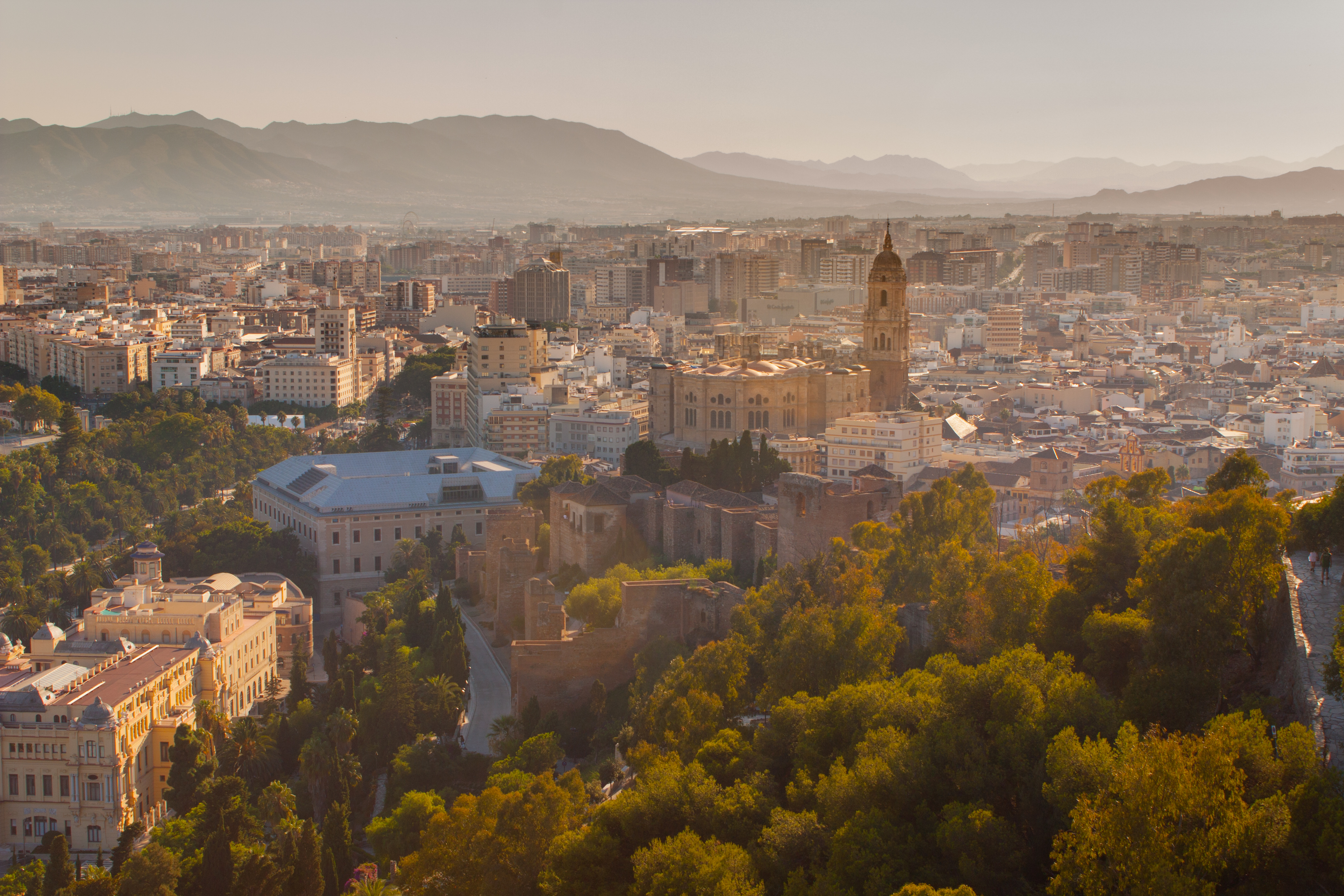
Málaga, ciudad natal de Pablo Alborán.

Desde sus doce años de edad compuso sus primeras canciones: «Amor de barrio» y «Desencuentro» que se encuentra en su disco de debut. Su andadura artística comenzó de la mano de una familia flamenca que actuaba en restaurante de Málaga quienes le bautizaron como «El Blanco Moreno». Un poco más tarde, con catorce años, comenzó a subir vídeos suyos cantando en Myspace. Desde entonces comenzó a actuar en solitario.
A pesar de esto, se le conoció nacionalmente después de comenzar a colgar vídeos suyos cantando en YouTube. Su primer vídeo recaudó más de dos mil millones de reproducciones en dicho canal. Aunque el sencillo que le llevó a fama gracias a YouTube fue «Solamente tú» que recaudó más de 180 000 000 reproducciones siendo un éxito en España y América Latina. Con el paso de los años, Pablo conoció al productor Manuel Illán. Grabó una maqueta donde incluía versión del tema «Déjame de volverme loca» de Diana Navarro. Gracias a Illán, esa versión llegó a oídos de Diana quien mostró un gran interés por el joven y se convirtió en su madrina musical, a la que tiene mucho cariño por ayudarle a triunfar y con la que canta en su segundo disco. También considera como uno de sus descubridores a Sergio Dalma quien apostó muy fuerte por él dando su nombre a Warner Music Group para que pudiera grabar su primer disco. De hecho son grandes amigos y se les puede ver en muchos conciertos y programas de televisión cantando.
Entonces, Pablo presentó cuarenta canciones compuestas por él para el proceso de selección de lo que sería su primer disco. Durante ese proceso subió algunas de sus canciones en YouTube para darse a conocer de una forma cercana. De este modo, fue escuchado por el público incluida la cantante Kelly Rowland quien quedó asombrada con su voz. A partir de ahí Pablo Alborán apareció en las redes sociales y el boca a boca se convirtió en su mejor forma de promoción. A mediados de octubre de 2010 salió a la venta digital su primer sencillo, «Solamente tú».

### 2011:Pablo AlborányEn acústico
El 1 de febrero de 2011 salió a venta su primer álbum de estudio, Pablo Alborán, convirtiéndose desde lanzamiento en éxito y liderando listas de ventas durante varias semanas consecutivas.
Pablo Alborán comenzó su primera gira musical con banda el 27 de mayo de 2011 en Madrid en el palacio Vistalegre y durante siguientes meses recorrió mayor parte de geografía española y varios países de América Latina, entre ellos Colombia, Chile y México. En noviembre de ese mismo año publicó su segundo disco titulado En acústico grabado en directo y acústico con canciones de su primer álbum incluyendo dos nuevos sencillos y cuatro adicionales. «Perdóname» fue primer sencillo de este trabajo, interpretado a dúo junto a cantante portuguesa Carminho. Desde su debut, Pablo Alborán estuvo muchos meses presentando canciones de su primer álbum en formato acústico y recorriendo prácticamente la geografía española; inició su banda el 27 de mayo de 2011 en palacio Vistalegre (Madrid, España). Más tarde, Manuel Illán produjo para Trimeca, segundo disco de Pablo Alborán, se formaron banda acústica para su primer disco en vivo En acústico.
El 10 de noviembre de 2011, Pablo Alborán presentó «Solamente tú» en los premios Grammy Latinos con la cantante estadounidense Demi Lovato, presentación considerada la mejor de la noche por varios medios ya que sorprendieron con la combinación de voces y Demi Lovato cantando en español.
El 9 de diciembre de 2011 ganó su primer premio, Los 40 Music Awards como Artista revelación de ese año. Además, el malagueño colocó su álbum homónimo como el tercero más vendido en iTunes Store y su sencillo «Solamente tú» alcanzó el séptimo lugar en ventas del país. Ganó el premio de la séptima edición del Disco del Año (2011) de Televisión Española el 27 de diciembre por su álbum debut Pablo Alborán. En primera semana de 2012, su álbum En acústico fue disco de oro en Portugal y alcanzó el primer lugar de la lista de ventas nacional. Diecisiete semanas después, el mismo álbum seguía número uno indiscutible en Portugal.
En 2011 dio más de sesenta conciertos, comenzando en escenarios más pequeños y cerrando año colgando el «No hay entradas» en el Palacio de Deportes de Madrid ante quince mil espectadores.
Entre 2011 y 2012, Pablo Alborán ha realizado giras en clubes, teatros y grandes auditorios (Teatro Gran Rex de Buenos Aires y Palacio de Deportes de Madrid) con entradas agotadas en los conciertos.

### 2012:Tanto

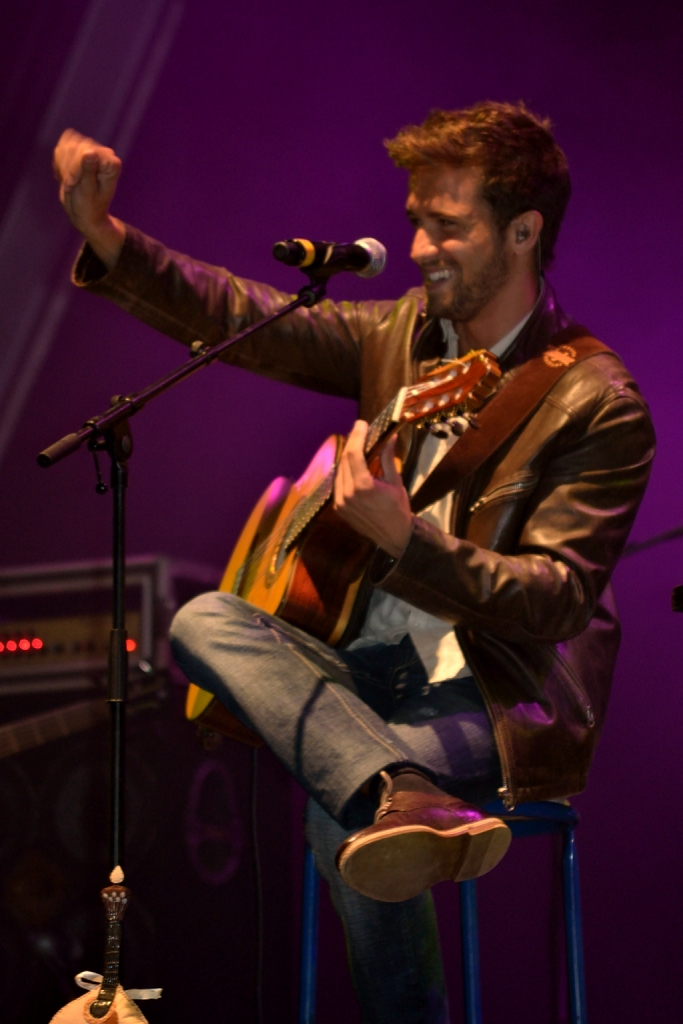
Pablo Alborán en 2012 durante su gira en Cantanhede, Portugal.

En 2012, grabó la canción «Puede qué» a dúo con Miguel Bosé para su álbum Papitwo, lanzado al mercado el 4 de septiembre. A finales de noviembre de ese mismo año, colaboró con María Dolores Pradera en interpretación del tema de Víctor Manuel «No sé por qué te quiero» para el último álbum de la cantante, titulado Gracias a vosotros.
El 6 de noviembre de 2012 publicó su nuevo álbum de estudio Tanto y entró directamente al primer lugar de la lista de más vendidos en España, consiguiendo la primera semana tres discos de platino simultáneamente, con otros dos álbumes de Pablo Alborán completaban podio (En acústico en segundo y Pablo Alborán en tercero), hecho que se producía por primera vez en la música española.
El 17 de mayo de 2013, Pablo Alborán comenzó su gira Tanto en Almería recorriendo península ibérica con conciertos como del 26 y 27 de septiembre en Madrid (Palacio de Deportes), el 11 y 12 de octubre en Barcelona (Palacio Sant Jordi), el 25 de octubre en Oporto (Coliseo de Oporto) y el 26 de octubre en Lisboa (plaza de toros de Campo Pequeno) Su actuación el 12 de noviembre de 2012 en el Coliseu dos Recreios de Lisboa considerado por prestigiosa web musical portuguesa Cotonete sexto mejor concierto del año y con sus continuos viajes a América Latina ha continuado sumando adeptos a sus canciones en países como la Argentina, México y los Estados Unidos donde actuó en directo en ceremonia de los premios Grammy Latinos entre 2011 y 2012. A principios de abril de 2013, Tanto logró conseguir siete discos de platino en España y un disco de platino en Portugal permaneciendo quince semanas en el primer lugar en España. Primer sencillo de su álbum Tanto ha permanecido cinco semanas en el número uno de canciones más radiadas en España. Tanto ha sido el álbum más vendido en España en 2012.
En febrero de 2013 participó como jurado del Festival Internacional de la Canción de Viña del Mar. También colaboró con dúo mexicano Jesse & Joy con la canción «La de la mala suerte» del álbum ¿Con quién se queda el perro?, incluyeron versión española del disco y de manera mutua, colaboraron con Pablo Alborán con la canción «¿Dónde está el amor?» que se encuentra en el álbum Tanto (Nueva edición) que se publicaría, a más tardar, en octubre. En marzo de 2013 recibió el premio Cadena Dial de 2012 en la gala que se celebró en el auditorio Adán Martín de Tenerife. En 2013 también realizó un cameo para la serie de televisión de Telecinco Aída, donde interpretaría también la canción «Doscientos» en exclusiva para la serie el día 15 de septiembre. El 24 de diciembre de 2013, Pablo Alborán protagonizó su primer especial musical de Nochebuena de Televisión Española que se titula Especial Pablo Alborán e interpretó en solitario sus temas como «Te he echado de menos», «¿Dónde está el amor?», «Éxtasis» o «Solamente tú». También compartió escenario con Sergio Dalma, Malú, Raphael, Laura Pausini y James Blunt quienes le acompañaron en dicho programa.

### 2014:Terral
Terral es tercer álbum de estudio de Pablo Alborán el cual cuenta con ocho discos de platino actualmente. Este trabajo incluye las siguientes canciones: «Por fin», «La escalera», «Ecos», «Pasos de cero», «Está permitido», «Recuérdame», «Ahogándome en tu adiós», «Volvería», «Un buen amor», «Vívela», «Gracias», «Quimera» (con Ricky Martin), «Despídete», «El olvido», «La escalera (acústico)» y «Por fin (acústico)». El sencillo «Por fin» fue lanzado en septiembre de 2014 y el 11 de noviembre se puso a la venta el disco.
A finales de febrero de 2015, Pablo Alborán iniciaba su Tour Terral, la cual ha tenido una duración de nueve meses, finalizando en noviembre. Esta gira ha recorrido más de veinte países con más de ochenta conciertos, en la que la mayoría de ellos las entradas estaban agotadas.

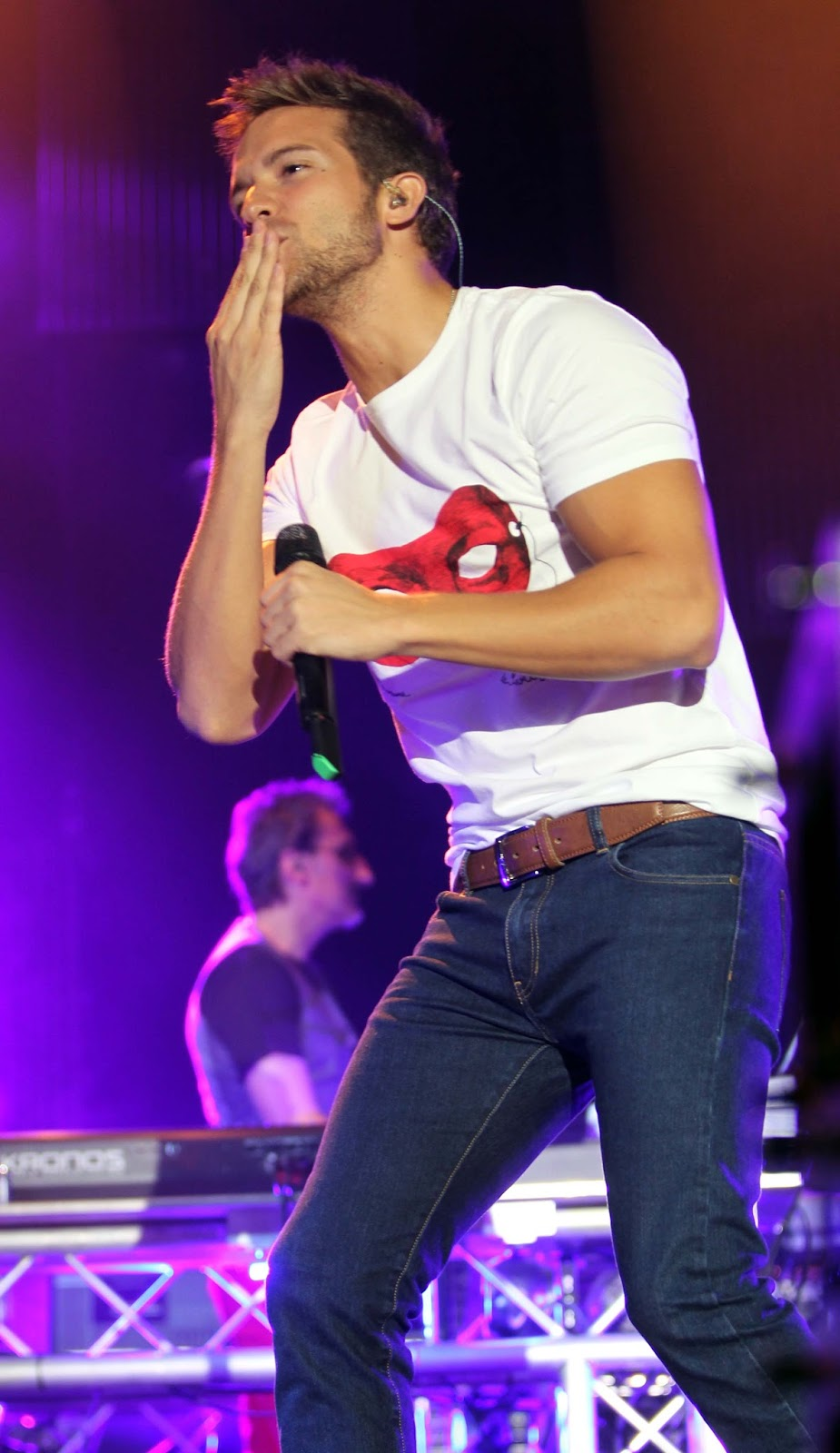
Pablo Alborán en 2016 durante la gira Tour Terral.

La gira conseguía llenar por completo la plaza de toros Las Ventas durante tres días consecutivos, 11, 12 y 13 de junio, y el palacio Sant Jordi dos días consecutivos y el fin de gira en España, así como muchos grandes establecimientos por toda Europa y América, consagrándose como una de las mejores y más deseadas giras. Terral ha sido la gira que más entradas ha vendido en España en 2015 con medio millón de espectadores.

### 2016:Tour Terral - Tres noches en Las Ventas
Tras una gira apasionante, Pablo Alborán lanza el álbum en vivo Tour Terral - Tres noches en Las Ventas grabado en el último de los tres conciertos que tuvieron lugar en Madrid en la gira de 2015 en el que participaron artistas invitados como Alejandro Sanz, Bebe, Jorge Drexler y Carminho. Además de las canciones que Pablo ha cantado durante la gira, este disco incluye temas inéditos como «Entre un compás» o la banda sonora de la película Palmeras en la nieve, compuesta junto a Lucas Vidal. Con esta canción, Pablo Alborán y Lucas Vidal consiguen la nominación a los premios Goya de 2016 en la categoría Mejor canción original y finalmente ganan el premio el 6 de febrero de 2016.

### 2017: Prometo
Tras una pausa de dos años, el artista anunció en sus redes sociales que estaba terminando de preparar el que será su cuarto disco de estudio. Lanzó dos sencillos el mismo día, el 8 de septiembre de 2017. Uno de ellos, «Saturno», es una balada, que recuerda a sus principios como cantante, mientras que el otro, «No vaya a ser», es de un estilo diferente, que coquetea con la electrónica y tiene toques y ritmos africanos. El tercer sencillo, «Prometo», que da nombre al álbum, salió en plataformas digitales el 13 de octubre en su versión de piano y cuerda. El cuarto sencillo, titulado «La llave», salió el 20 de octubre, fecha en la que el cantante usó sus redes sociales para compartir el nuevo sencillo. El 27 de octubre, dio a conocer un nuevo sencillo «Al paraíso» en el que hace un breve recorrido por su niñez.
Prometo se puso a la venta el 17 de noviembre de 2017 tanto en formato digital como en físico. Este disco se comenzó a gestar después de un necesario retiro temporal en el que el cantante aprovechó para desconectar y descansar de sus largas giras de promoción y conciertos. Apenas una semana después de su salida, Prometo arrasó y así lo muestran los números. Y es que tras su primera semana el disco recopiló más de cuarenta mil copias vendidas. Así el nuevo álbum de Alborán se ha colocado en lo más alto de las listas de iTunes España y Spotify España. En 2018 colgó el cartel de agotado en festivales de la talla de Starlite Festival.

### 2020:Vértigo
El 11 de diciembre de 2020 lanza su quinto álbum de estudio, Vértigo, que debutó en el número uno de la lista de los cien álbumes de Promusicae, al vender cuarenta mil copias y obteniendo la certificación de disco de platino, además de un debut global en el octavo lugar en Spotify durante su semana de lanzamiento.

### 2022:La cuarta hoja
El 2 de diciembre de 2022 lanza su sexto álbum, La cuarta hoja, que debutó en el número uno de la lista de los cien álbumes de Promusicae y está certificado como disco de oro, además de un debut global en el noveno lugar en Spotify y décimo octavo en España durante su semana de lanzamiento. El disco incluye colaboraciones con María Becerra, Carín León, Ana Mena, Leo Rizzi, Aitana y Álvaro de Luna. Entre 2021 y 2022 lanzó los sencillos «Llueve sobre mojado», que es disco de oro, «Soy capaz», «Castillos de arena» con el que estuvo nominado al Grammy latino como Grabación del año, «Carretera y manta», «Viaje a ningún lado», «Amigos» y «Ave de paso».
Con Paco Salazar (Manuel Carrasco, Dani Fernández, Álvaro de Luna) implicado en labores de producción. Como primer avance se estrenó la canción «Llueve sobre mojado» con Aitana y Álvaro de Luna como invitados. 

## Filmografía
En 2011 participó en la telenovela argentina Cuando me sonreís compartiendo trama con el personaje de Lali Espósito.
En 2013 hizo un cameo en Aída interpretándose a si mismo en el capítulo 200 de la serie. Un año más tarde participa en un capítulo de la serie musical Dreamland.
En 2024 se anuncia su incorporación a la segunda temporada de Respira para Netflix interpretando a Jon, cirujano plástico del hospital donde se desarrollan las tramas de la serie, siendo este su primer trabajo como actor.

## Vida personal
Es de padre malagueño, el arquitecto Salvador Moreno Peralta, y madre francesa, llamada Helena Ferrándiz Martínez, hija de españoles nacida en Casablanca durante protectorado francés de Marruecos. Es bisnieto del militar Francisco Moreno Fernández. Desde muy joven empezó a interesarse por la música, recibiendo formación en diversos instrumentos como piano, guitarra clásica, flamenca y acústica y aprendiendo a cantar con músicos profesionales en Málaga. De pequeño recibió clases de canto en el Centro Cultural Manuel Estepa en la localidad de Arroyo de la Miel (Benalmádena) y Madrid. Estudió en el Liceo Francés de Málaga.
El 17 de junio de 2020 reveló a través de su cuenta de Instagram que es homosexual.

## Discografía

### Álbumes de estudio
- 2011: Pablo Alborán
- 2012: Tanto
- 2014: Terral
- 2017: Prometo
- 2020: Vértigo
- 2022: La cuarta hoja

## Giras musicales
Pablo Alborán ha tenido cuatro giras, de las cuales de una de ellas se desprende el Tour Terral (Tres noches en Las Ventas)
- Pablo Alborán «Gira 2011» (2011)
- Gira en acústico (2011-2012)
- Gira Tanto (2013-2014)
- Tour Terral (2015-2016)
- Tour Prometo (2018-2020)
- Tour Vértigo (2021-2022)
- Gira de teatros (2022)
- Tour La cuarta hoja (2023-2024)

## Músicos de acompañamiento

### Banda para conciertos
- Antonio de Haro (bajo)
- Manuel Álvarez «Lolo» (guitarra)
- José Marín (guitarra)
- Manuel Reina (batería)

### Bandaacústica
- Pablo Alborán (guitarra acústica y voz)
- Antonio Portillo «Porty» (guitarras acústicas)[49]* Luis Guerreiro (guitarra portuguesa)
- Juan Carlos Jiménez (guitarras acústica, mandolinas, dobro y coros)
- Antonio de Haro (guitarra, bajo y coros)
- Guillermo Berlanga (steel guitar, mandolinas y dobro)
- José Luis López (violonchelo)
- Jorge García (batería y percusiones)

## Filmografía

### Series
| Año  | Título            | Cadena    | Personaje | Notas        |
| ---- | ----------------- | --------- | --------- | ------------ |
| 2011 | Cuando me sonreís | Telefe    | Él mismo  | 1 episodio   |
| 2013 | Aída              | Telecinco | Él mismo  | 1 episodio   |
| 2014 | Dreamland         | Cuatro    | Él mismo  | 1 episodio   |
| 2025 | Respira           | Netflix   | Jon       | ¿? episodios |

### Programas
| Año  | Título                                   | Cadena   | Función               |
| ---- | ---------------------------------------- | -------- | --------------------- |
| 2019 | Tu cara me suena: Concierto de Año Nuevo | Antena 3 | Concursante - Ganador |
| 2021 | La Voz 8                                 | Antena 3 | Coach                 |

#### Como invitado
| Año                  | Título                 | Cadena         | Función                 |
| -------------------- | ---------------------- | -------------- | ----------------------- |
| 2011-2012            | Pasapalabra            | Telecinco      | Invitado (6 programas)  |
| 2011-2015; 2017-2025 | El hormiguero          | Antena 3       | Invitado (21 programas) |
| 2012                 | El número uno          | Antena 3       | Invitado (1 programa)   |
| 2014                 | Los viernes al show    | Antena 3       | Invitado (1 programa)   |
| 2015                 | En la tuya o en la mía | La 1           | Invitado (1 programa)   |
| 2017                 | Mi casa es la tuya     | Telecinco      | Invitado (1 programa)   |
| 2017                 | Viva la vida           | Telecinco      | Invitado (1 programa)   |
| 2017                 | Operación Triunfo 2017 | La 1           | Invitado (1 programa)   |
| 2018                 | Operación Triunfo 2018 | La 1           | Invitado (1 programa)   |
| 2020; 2022           | La Resistencia         | Movistar Plus+ | Invitado (2 programas)  |
| 2025                 | La revuelta            | La 1           | Invitado (1 programa)   |

Internet
| Internet | Internet   | Internet | Internet          | Internet                             |
| Año      | Título     | Papel    | Género televisivo | Aparición                            |
| -------- | ---------- | -------- | ----------------- | ------------------------------------ |
| 2012     | IP-LaSerie | Él mismo | Serie de ficción  | Temporada 1, Episodio 8 «Sacrificio» |

## Premios, nominaciones y reconocimientos
Pablo ha obtenido 36 premios de 74 nominaciones.
| Año  | Premio/Concurso               | Categoría                                  | Trabajo                 | Resultado |
| ---- | ----------------------------- | ------------------------------------------ | ----------------------- | --------- |
| 2011 | Premios 40 Principales        | Premio Artista revelación                  | Él mismo                | Ganador   |
| 2011 | Grammy Latinos                | Mejor Canción                              | «Solamente tú»          | Nominado  |
| 2011 | Grammy Latinos                | Mejor Artista revelación                   | Él mismo                | Nominado  |
| 2011 | Grammy Latinos                | Mejor Álbum de pop vocal masculino         | Pablo Alborán           | Nominado  |
| 2011 | Premios Dial                  | Premio Cadena Dial 2011                    | Él mismo                | Ganador   |
| 2011 | iTunes Rewind Spain           | Mejor artista nuevo                        | Él mismo                | Ganador   |
| 2011 | iTunes Rewind México          | Mejor artista nuevo de pop latino          | Él mismo                | Ganador   |
| 2011 | Disco del Año TVE             | Disco del año                              | Pablo Alborán           | Ganador   |
| 2011 | Premios Cosmopolitan          | Mejor artista nuevo del año                | Él mismo                | Ganador   |
| 2011 | Premios Andalucía             | Promoción de Andalucía en el exterior      | Él mismo                | Ganador   |
| 2012 | Premios 40 Principales        | Mejor artista                              | Él mismo                | Ganador   |
| 2012 | Premios 40 Principales        | Mejor Canción                              | Te he echado de menos   | Ganador   |
| 2012 | Premios 40 Principales        | Mejor Videoclip                            | Te he echado de menos   | Nominado  |
| 2012 | Premios 40 Principales        | Mejor Álbum                                | En Acústico             | Nominado  |
| 2012 | Grammy Latinos                | Mejor Álbum Pop Vocal Contemporáneo        | En Acústico             | Nominado  |
| 2012 | The World Music Awards        | Mejor Álbum del Mundo                      | Tanto                   | Nominado  |
| 2012 | Neox Fan Awards               | Mejor solista español                      | Él mismo                | Ganador   |
| 2012 | Neox Fan Awards               | Mejor Canción                              | Te he echado de menos   | Ganador   |
| 2012 | Premios Pie Derecho           | Premio Los N.º 1                           | Él mismo                | Ganador   |
| 2013 | Premios Dial                  | Premio Cadena Dial 2012                    | Él mismo                | Ganador   |
| 2013 | Premios El Público            | Canal Fiesta Radio                         | Él mismo                | Ganador   |
| 2013 | Festival Viña del Mar         | Antorcha de Oro                            | Él mismo                | Ganador   |
| 2013 | Festival Viña del Mar         | Antorcha de Plata                          | Él mismo                | Ganador   |
| 2013 | Festival Viña del Mar         | Gaviota de Oro                             | Él mismo                | Ganador   |
| 2013 | Festival Viña del Mar         | Gaviota de Plata                           | Él mismo                | Ganador   |
| 2013 | Premios Pie Derecho           | Premio Los N.º 1                           | Él mismo                | Ganador   |
| 2013 | Neox Fan Awards               | El solista llenapistas                     | Él mismo                | Ganador   |
| 2013 | Neox Fan Awards               | Mejor sencillo para ligar                  | Tanto                   | Ganador   |
| 2013 | The World Music Awards        | Mejor Canción del Mundo                    | Quién                   | Nominado  |
| 2013 | MTV Europe Music Awards       | Mejor Artista Español                      | Él mismo                | Nominado  |
| 2013 | Grammy Latinos                | Mejor Álbum del Año                        | Tanto                   | Nominado  |
| 2013 | Grammy Latinos                | Grabación del Año                          | Tanto                   | Nominado  |
| 2013 | Grammy Latinos                | Mejor Álbum Vocal Pop Tradicional          | Tanto                   | Nominado  |
| 2013 | Premios 40 Principales        | Mejor Artista                              | Él mismo                | Ganador   |
| 2013 | Premios 40 Principales        | Mejor Canción                              | Tanto                   | Nominado  |
| 2013 | Premios 40 Principales        | Mejor Canción                              | Vuelvo a verte ft. Malú | Ganadores |
| 2013 | Premios 40 Principales        | Mejor Videoclip                            | Quién                   | Nominado  |
| 2013 | Premios 40 Principales        | Mejor Gira                                 | Gira Tanto              | Nominado  |
| 2013 | Premios 40 Principales        | Mejor Álbum                                | Tanto                   | Ganador   |
| 2013 | Premios 40 Principales        | Batalla de tuits                           | @pabloalboran           | Ganador   |
| 2014 | The World Music Awards        | Mejor Canción del Mundo                    | Quién                   | Nominado  |
| 2014 | The World Music Awards        | Mejor Canción del Mundo                    | Éxtasis                 | Nominado  |
| 2014 | The World Music Awards        | Mejor Álbum del Mundo                      | Tanto                   | Nominado  |
| 2014 | The World Music Awards        | Mejor Artista Masculino                    | Él mismo                | Nominado  |
| 2014 | The World Music Awards        | Mejor Actuación en Vivo                    | Él mismo                | Nominado  |
| 2014 | The World Music Awards        | Mejor Artista del Mundo                    | Él mismo                | Nominado  |
| 2014 | Premios Juventud              | Mi letra favorita                          | Dónde está el amor      | Nominado  |
| 2014 | Grammy Latinos                | Grabación del Año                          | Dónde está el amor      | Nominado  |
| 2015 | Grammy Latinos                | Canción del Año                            | Por fin                 | Nominado  |
| 2015 | Grammy Latinos                | Mejor Álbum Vocal Pop Contemporáneo        | Terral                  | Nominado  |
| 2015 | Grammy Latinos                | Mejor vídeo musical versión larga          | Terral                  | Nominado  |
| 2015 | Premios 40 Principales        | Mejor Artista o Grupo                      | Él mismo                | Ganador   |
| 2015 | Premios 40 Principales        | Mejor Canción                              | Pasos de Cero           | Ganador   |
| 2015 | Premios 40 Principales        | Mejor Videoclip Musical                    | Pasos de Cero           | Nominado  |
| 2015 | Premios 40 Principales        | Mejor Álbum                                | Terral                  | Nominado  |
| 2015 | Premios 40 Principales        | Mejor Festival, Gira o Concierto en España | Tour Terral             | Nominado  |
| 2016 | Grammy Awards                 | Mejor Álbum Pop Latino                     | Terral                  | Nominado  |
| 2016 | Premios Goya                  | Mejor Canción Original                     | Palmeras en la nieve    | Ganador   |
| 2016 | Festival de Viña del Mar 2016 | Gaviota de Plata                           | Él Mismo                | Ganador   |
| 2016 | Festival de Viña del Mar 2016 | Gaviota de oro                             | Él Mismo                | Ganador   |
| 2017 | Premios TVyNovelas (México)   | Mejor tema musical de telenovela           | Se puede amar           | Ganador   |
| 2018 | Premios TVyNovelas (México)   | Mejor tema musical de telenovela           | Saturno                 | Ganador   |
| 2018 | Grammy Latinos                | Mejor Álbum Pop Vocal tradicional          | Prometo                 | Nominado  |
| 2018 | Grammy Latinos                | Grabación del año                          | No vaya a ser           | Nominado  |
| 2018 | Grammy Latinos                | Álbum del año                              | Prometo                 | Nominado  |
| 2018 | Grammy Awards                 | Best Latin Pop Album                       | Prometo                 | Nominado  |
| 2020 | Festival Viña del Mar         | Gaviota de oro                             | Él mismo                | Ganador   |
| 2020 | Festival Viña del Mar         | Gaviota de plata                           | Él mismo                | Ganador   |
| 2020 | Premios HOY Magazine          | Mejor cantante del año                     | Vértigo                 | Nominado  |
| 2020 | Grammy Latinos                | Grabación del año                          | Cuando estés aquí       | Nominado  |
| 2020 | Grammy Latinos                | Mejor Canción pop                          | Cuando estés aquí       | Nominado  |
| 2020 | Los 40 Music Awards           | Mejor Artista                              | Él mismo                | Nominado  |
| 2020 | Los 40 Music Awards           | Mejor Canción                              | Tabú (ft. Ava Max)      | Nominado  |
| 2020 | Los 40 Music Awards           | Mejor Videoclip                            | Tabú (ft. Ava Max)      | Ganador   |
| 2021 | Premios Odeón                 | Artista Odeón Pop                          | Él mismo                | Ganador   |
| 2021 | Premios Odeón                 | Mejor Canción Pop                          | Tabú (ft. Ava Max)      | Nominado  |
| 2021 | Premios Odeón                 | Mejor Videoclip                            | Tabú (ft. Ava Max)      | Ganador   |
| 2021 | Grammy Latinos                | Grabación del año                          | Si hubieras querido     | Nominado  |
| 2021 | Grammy Latinos                | Álbum del año                              | Vértigo                 | Nominado  |
| 2021 | Grammy Latinos                | Canción del año                            | Si hubieras querido     | Nominado  |
| 2021 | Grammy Latinos                | Mejor Álbum Vocal Pop Tradicional          | Vértigo                 | Nominado  |

- Medalla de Andalucía de las Artes (2025)